# バトルスタジアム D.O.N
『バトルスタジアム D.O.N』（バトルスタジアム ディー・オー・エヌ）は、バンダイナムコゲームスから発売されたアクションゲーム。2006年7月20日にPlayStation 2とゲームキューブのマルチで発売された。

## 概要
集英社の少年漫画雑誌「週刊少年ジャンプ」に原作が連載されたアニメ『DRAGON BALL Z』、『ONE PIECE』、『NARUTO -ナルト-』の登場キャラクターが入り混じって戦うクロスオーバー作品。タイトルの「D.O.N」はこの3作品の頭文字を並べたものである。
同時発売となったGC版は、通常販売での新作としては最後のゲームキューブソフトとなった。

## 登場キャラクター
DRAGON BALL Z
- 孫悟空 （声 - 野沢雅子）
- 孫悟飯（少年期） （声 - 野沢雅子）
- ピッコロ （声 - 古川登志夫）
- ベジータ （声 - 堀川りょう）
- トランクス （声 - 草尾毅）
- フリーザ （声 - 中尾隆聖）
- セル （声 - 若本規夫）
- 魔人ブウ （声 - 塩屋浩三）

ONE PIECE
- モンキー・D・ルフィ （声 - 田中真弓）
- ロロノア・ゾロ （声 - 中井和哉）
- サンジ （声 - 平田広明）
- トニートニー・チョッパー （声 - 大谷育江）
- ナミ （声 - 岡村明美）
- ウソップ （声 - 山口勝平）

NARUTO -ナルト-
- うずまきナルト （声 - 竹内順子）
- うちはサスケ （声 - 杉山紀彰）
- 春野サクラ （声 - 中村千絵）
- はたけカカシ （声 - 井上和彦）
- 我愛羅 （声 - 石田彰）
- ロック・リー （声 - 増川洋一）

その他
- システムボイス （声 - Charles Glove）

## ステージ
DRAGON BALL Z
- 天下一武道会会場
- ナメック星
- 精神と時の部屋
- 西の都

ONE PIECE
- ゴーイングメリー号
- 海上レストラン バラティエ
- ジャイアントジャック

NARUTO -ナルト-
- 木ノ葉の里
- 終末の谷
- 死の森

オリジナル
- バトルスタジアム